# Aurimont
Aurimont település Franciaországban, Gers megyében. Lakosainak száma 215 fő (2022. január 1.). Aurimont Saint-Caprais, Bédéchan, Montiron, Polastron, Saint-André és Tirent-Pontéjac községekkel határos.

## Népesség
A település népességének változása:
| Lakosok száma | 143  | 123  | 119  | 133  | 208  | 201  | 205  | 213  | 214  | 215  |
|               | 1968 | 1982 | 1990 | 2006 | 2013 | 2015 | 2017 | 2019 | 2020 | 2022 |